# Calidota divina
Calidota divina är en fjärilsart som beskrevs av William Schaus 1889. Calidota divina ingår i släktet Calidota och familjen björnspinnare. Inga underarter finns listade i Catalogue of Life.